# دوغلاس مينك
دوغلاس مينك (بالإنجليزية: Douglas J. Mink) مطور برمجيات أمريكي ومسؤول عن الأرشيف في مركز هارفرد سمثسونيا لعلوم الفلك وكان جزء من الفريق الذي اكتشف حلقات أورانوس.
ولد في سنة 1951 وحصل على ماجستير في علوم الكواكب سنة 1974 من معهد ماساتشوستس للتقنية.